# Rue Saint-Denis
Rue Saint-Denis (podendo ser referida em português como Rua de São Dinís) é uma das ruas mais antigas de Paris. Sua rota foi colocada pela primeira vez no século I pelos romanos, e depois estendida para o norte, na Idade Média. Desde a Idade Média até os dias atuais, a rua tornou-se notória como um lugar de prostituição. Seu nome deriva do fato de ser a rota histórica de Saint-Denis.
A rua se estende até o 1.º arrondissement e a Rue de Rivoli ao sul e, segue o 2º arrondissement e o boulevard Saint-Denis, ao norte. Ele corre paralela ao boulevard de Sébastopol.

## História
A antiga via romana (estrada de Flandres), levando a Saint-Denis, Pontoise e Ruão competiu com a "rota de Senlis" (veja a rue Saint-Martin), mas ganhou uma vantagem em relação com a demolição do Grand Pont (veja Pont au Change) e o desenvolvimento da abadia real de Saint-Denis, se tornando o caminho triunfal para entradas reais à capital.
Ladeada por casas do ano de 1134 em diante, a rua tem suportado os nomes alternativos de Sellerie de Paris e Sellerie de la Grande Rue (século XIII); grand'rue de Paris; grande rue ou rue des Saints Innocents et grant chaussée de Monsieur / Monseigneur Saint-Denis (século XIV). Durante a Revolução Francesa, era conhecida como a rue de Franciade.
A rua foi um dos centros da Rebelião de junho de 1832, imortalizada no romance Os Miseráveis, de Victor Hugo, e que é referido no livro como o "Épico da Rue Saint-Denis".

## Atividades
Hoje o bairro em torno da rue Saint-Denis é composto sobretudo de sex shops, com as partes situadas entre a rue Réaumur e a boulevard Saint-Denis notórias como um lugar de prostituição. Também contém algumas lojas de roupas, bares e restaurantes, bem como a igreja de Saint-Leu-Saint-Gilles, um banco, e o edifício Chambre des notaires. Os bares The Frog e Rosbif Brew Pub estão localizados aqui, um de apenas um número muito pequeno de produtores de cerveja de barril acondicionado na França.

## Imagens

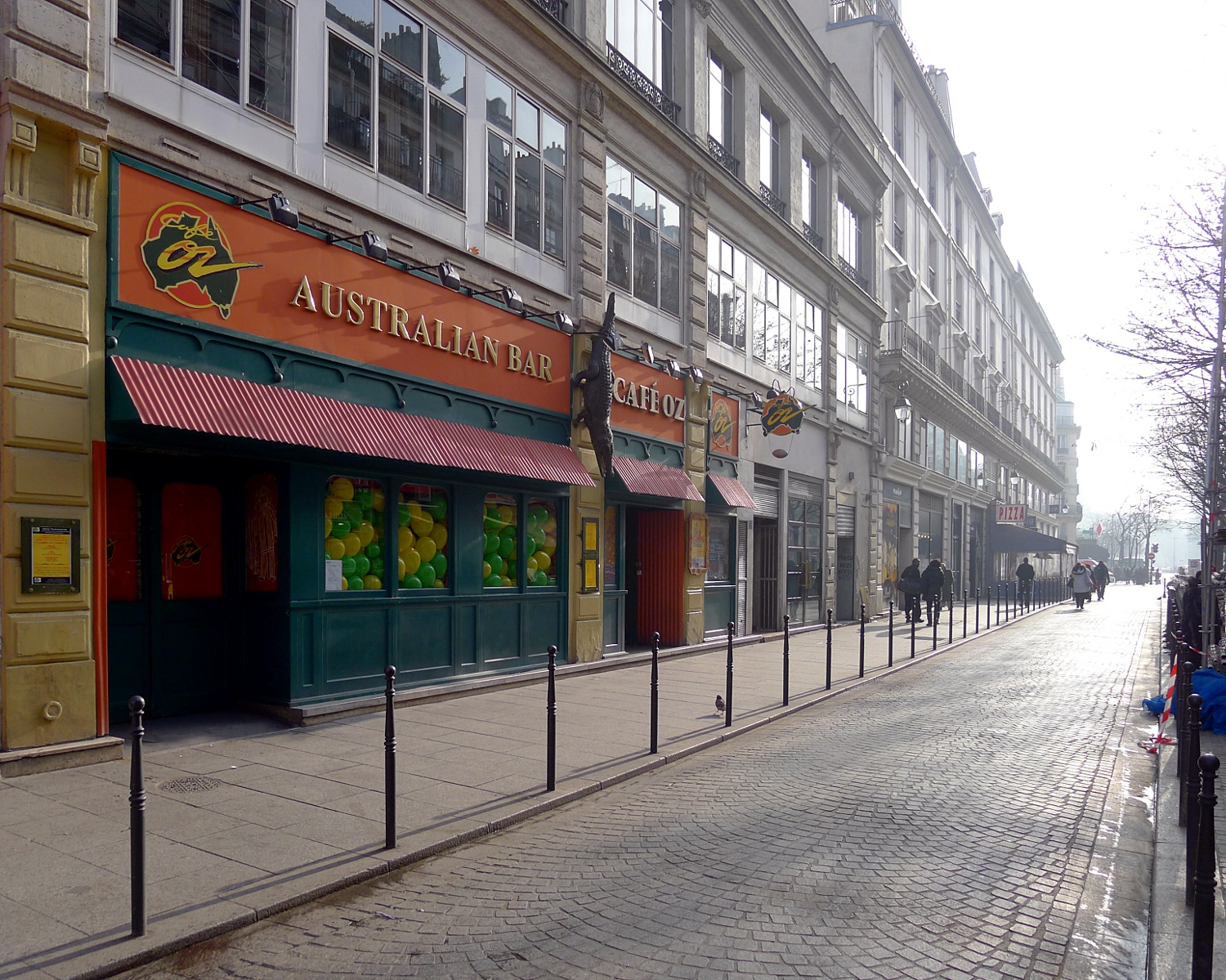
Rue Saint-Denis, ao lado fica o Place du Châtelet
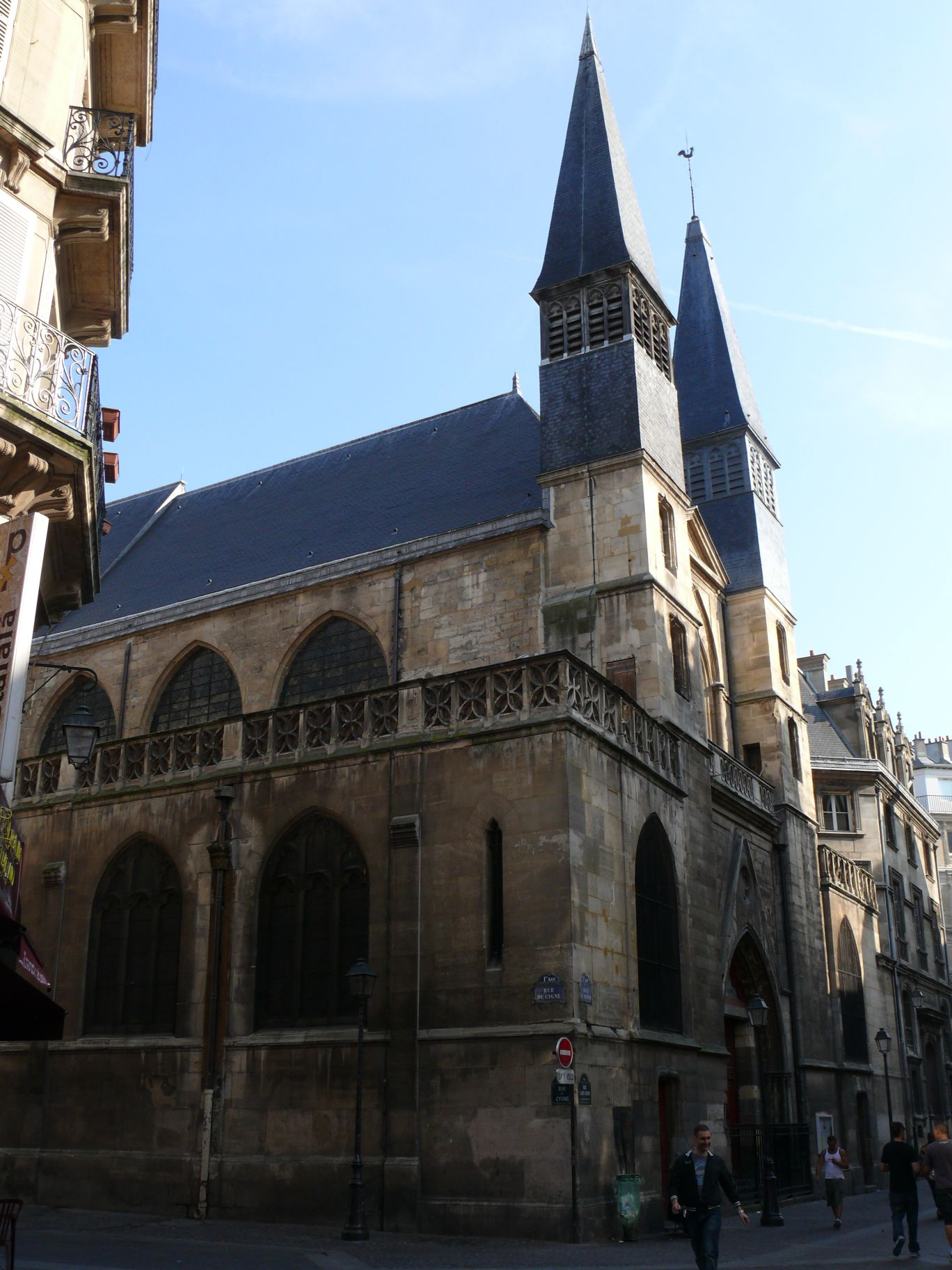
Église Saint-Leu-Saint-Gilles de Paris
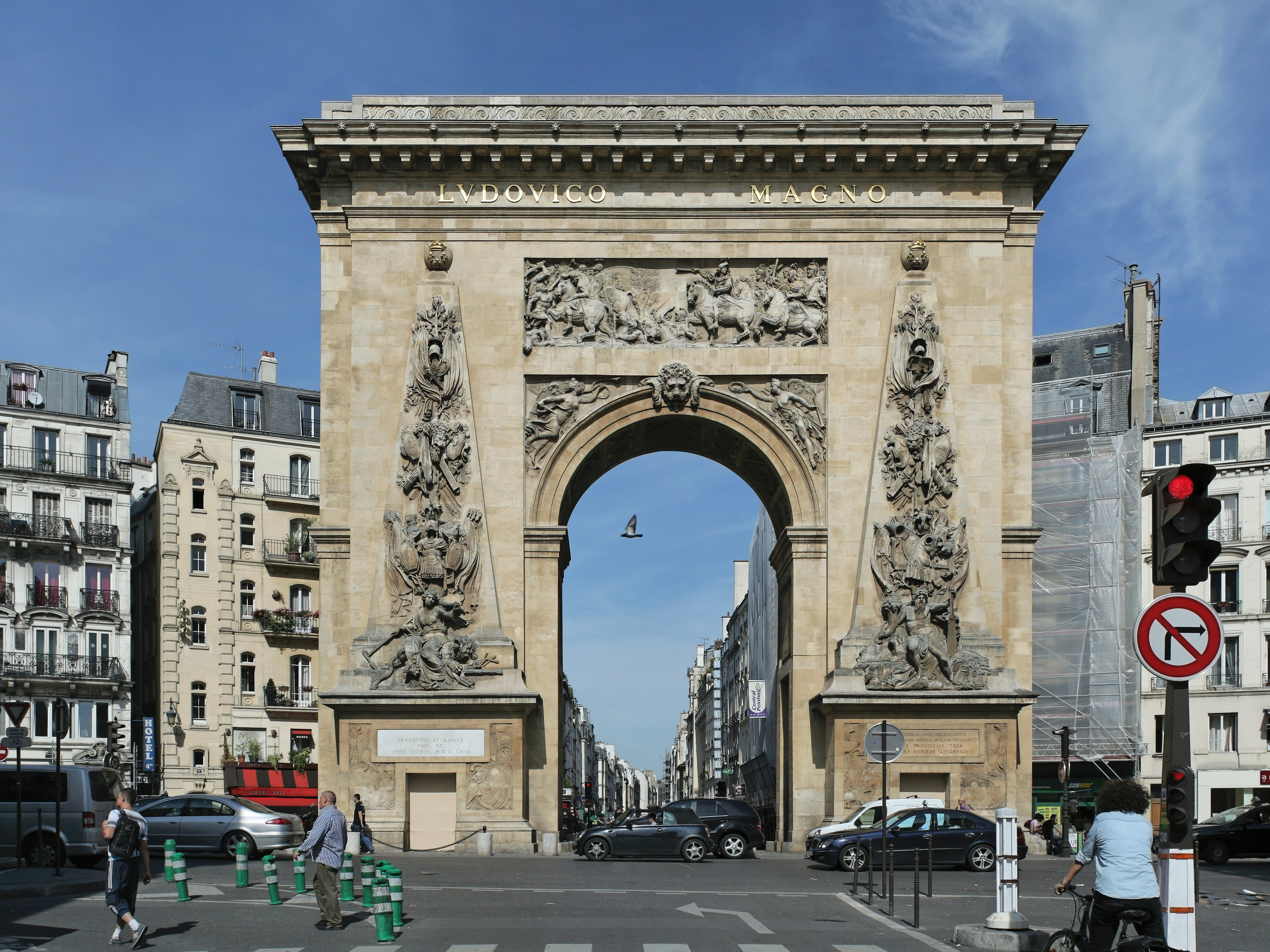
O arco do triunfo Porte Saint-Denis